# Sylvia Nasar
Sylvia Nasar (Rosenheim, 17 agosto 1947) è una giornalista tedesca naturalizzata statunitense di origini uzbeke.
È nota per essere l'autrice di Il genio dei numeri, il libro da cui è stato liberamente tratto il film A Beautiful Mind.
Laureatasi in economia presso l'Università di New York, ha scritto articoli per Fortune, The New York Times e The New Yorker.
È la figlia di Ruzi Nasar (1917-2015), diplomatico uzbeko noto per aver collaborato con la CIA in chiave antisovietica durante gli anni della Guerra Fredda.